# BT Global Services
BT Global Services est une SSII de BT Group. Elle est confrontée à une forte diminution de ses revenus en 2012.
Elle est basée à Londres.